# Impedanzkardiografie
Impedanzkardiografie (andere Schreibweise: Impedanzkardiographie) ist die nichtinvasive (unblutige) Messung hämodynamischer Parameter des Herzens (wie Schlagvolumen, Herzzeitvolumen). Diese Parameter spielen bei der Überwachung von Intensivpatienten eine entscheidende Rolle.
Im Gegensatz zu invasiven Methoden (wie Thermodilution, Ficksche Methode), bei denen ein Katheter gelegt werden muss, nutzt man bei der Impedanzkardiographie Schwankungen des Körperwiderstands über dem Thorax während einer Herzperiode. Dazu wird ein kleiner Messstrom konstanter Stromstärke in den Körper geleitet und über die Spannungsänderung die Änderung der Impedanz (des Wechselstromwiderstands) bestimmt. Aus dieser Kurve lassen sich die hämodynamischen Parameter bestimmen. Im Allgemeinen bietet die Impedanzkardiographie eine gute Korrelation zu den invasiven Standardmethoden, ist aber aufgrund der Nichtinvasivität weitaus komplikationsärmer. Ein weiterer Vorteil der Impedanzkardiographie entsteht durch die Beat-to-beat-Messung des Schlagvolumens. Damit kann man in Echtzeit die Entwicklung des Patienten beurteilen und überwachen.